# Ашфорд (город, Великобритания)
Ашфорд или
Эшфорд (англ. Ashford) — город в английском графстве Кент, административный центр одноимённого района (боро).
Расположен в 98 км к юго-востоку от Лондона и в 24 км к юго-западу от Кентербери. Город известен с IX века, упомянут в Книге Страшного суда 1086 года под именем Essetesford. В XIII веке получил статус market town, то есть города, имеющего право устраивать рынки. 8 мая 1450 года здесь началось народное восстание под предводительством Джека Кэда, ставшее прелюдией к войне Алой и Белой розы. В середине XIX века, после строительства железных дорог, стал бурно расти.
В городе находится станция Ашфорд-Интернэшнл, являющаяся крупным железнодорожным узлом, через который проходит несколько линий, в том числе High Speed 1, используемая высокоскоростными поездами Eurostar. Рядом со станцией находится аутлет-центр McArthurGlen Designer Outlet Ashford.